# Władysław Niegolewski

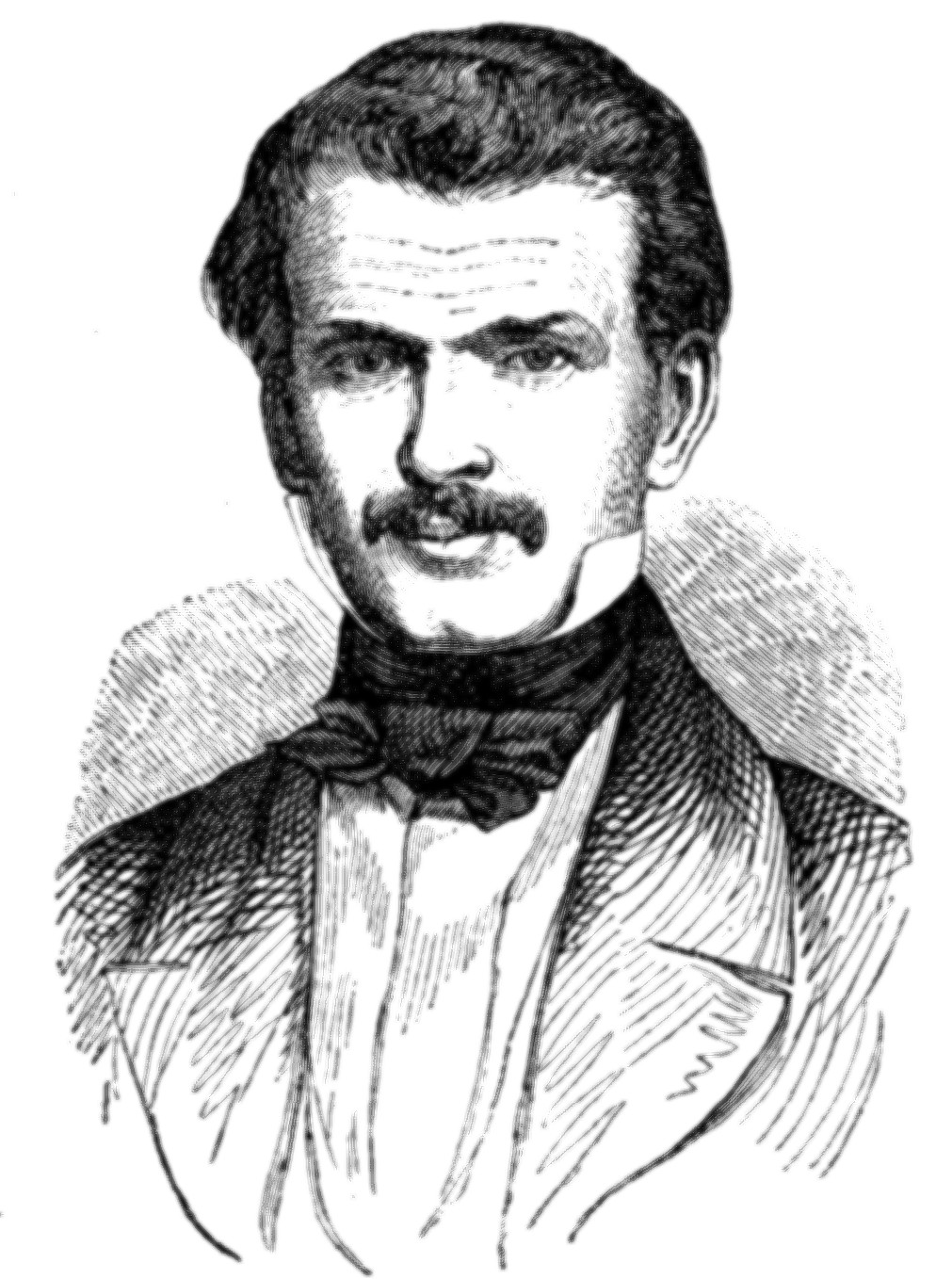
Władysław Niegolewski

Władysław Maurycy Niegolewski (in Deutschland auch Wladislaus Moritz von Niegolewski; * 12. September 1819 in Włościejewki, Kreis Schrimm, Großherzogtum Posen; † 19. März 1885 in Posen) war ein liberaler Politiker der polnischen Minderheit in Preußen und im Deutschen Kaiserreich. Zwischen 1867 und 1881 war er Mitglied des Reichstages des Norddeutschen Bundes bzw. des Deutschen Reichs.

## Leben
Niegolewski entstammte einer adeligen polnischen Gutsbesitzerfamilie aus der Wappengemeinschaft Grzymała, deren Ländereien in Morownica bei Śmigiel (Schmiegel) seit 1815 zur preußischen Provinz Posen gehörten. Sein Vater Andrzej Marcin Niegolewski (1787–1857) war während der napoleonischen Kriege Offizier im Heer des Herzogtums Warschau, nach der Annexion durch Preußen liberaler Abgeordneter in den Provinzialständen des Großherzogtums Posen und während des polnischen Novemberaufstandes gegen Russland 1830/31 Oberst der nationalpolnischen Truppen.
Der Sohn besuchte das Mariengymnasium in Posen und studierte von 1841 bis 1844 Rechtswissenschaften in Bonn. Mit einer Arbeit zum Erbbaurecht (de iure superficiaro) promovierte er 1845 zum Dr. jur. Im Jahr 1847 war er im so genannten Polenprozess angeklagt, an der Vorbereitung des geplanten, aber nicht ausgeführten polnischen Aufstandes von 1846 beteiligt gewesen zu sein, wurde aber wieder freigelassen. Auch am Großpolnischen Aufstand von 1848 war er beteiligt. 1848 war Teil des nationalen Komitees in Posen. Als Mitglied der polnischen Delegation erschien in der Verteidigung der polnischen Angelegenheiten im Vorparlament in Frankfurt. Nach dem Referendariat wurde er 1852 aus dem preußischen Justizdienst entlassen.
Von 1850 bis 1852 sowie von 1859 bis 1861 war er Mitglied des preußischen Abgeordnetenhauses. Er gehörte der polnischen Fraktion an. Im Jahr 1861 legte er sein Mandat nieder. Er war Mitglied der 1857 gegründeten Posener Gesellschaft der Freunde der Wissenschaften sowie verschiedener kultureller, ökonomischer und landwirtschaftlicher Vereine. Niegolewski beteiligte sich 1863 am Januaraufstand im russischen Teil Polens und wurde im Gefecht bei Ignacewo verwundet. Anschließend wurde er erneut der Verschwörung angeklagt und im Gefängnis von Glogau inhaftiert.
Von 1867 bis 1871 war er Mitglied zunächst des Reichstages des Norddeutschen Bundes und danach bis 1877 sowie erneut von 1878 bis 1881 des Deutschen Kaiserreiches. Von 1867 bis 1871 vertrat er als Abgeordneter den Wahlkreis Regierungsbezirk Posen 8 (Wreschen–Pleschen), von 1871 bis 1877 den Wahlkreis Posen 2 (Posen-Stadt) und von 1878 bis 1881 den Wahlkreis Regierungsbezirk Bromberg 5 (Gnesen–Wongrowitz).
Sein Neffe Felicyan von Niegolewski wurde später ebenfalls Reichstagsabgeordneter.